# Polynema fuscipes
Polynema fuscipes är en stekelart som beskrevs av Alexander Henry Haliday 1833. Polynema fuscipes ingår i släktet Polynema och familjen dvärgsteklar. Arten är reproducerande i Sverige. Inga underarter finns listade i Catalogue of Life.